# 93 Ceti
93 Ceti (93 Cet / HD 18883 / HR 190) es una estrella en la constelación de Cetus de magnitud aparente +5,62. Se encuentra, de acuerdo a la reducción de los datos de paralaje de Hipparcos (5,93 milisegundos de arco), a 550 años luz del sistema solar.
93 Ceti es una estrella blanco-azulada de la secuencia principal de tipo espectral B7V, muy similar a la componente principal de Regulus (α Leonis), aunque está unas siete veces más alejada que esta.
Con una temperatura efectiva de 12.800 K, su luminosidad es 321 veces mayor que la solar.
Su radio es 3,2 veces más grande que el radio solar y su velocidad de rotación proyectada, 71 km/s, no es excesivamente alta para una estrella de sus características.
Posee una masa de 3,8 masas solares y ha cumplido ya 3/4 partes de su vida como estrella de la secuencia principal.
93 Ceti forma una estrella doble óptica con Menkar (α Ceti), de la que visualmente se encuentra separada 16 minutos de arco. Las dos estrellas no están físicamente relacionadas ya que Menkar se halla a la mitad de distancia de nosotros.